# Bali (eiland)
Bali is een Indonesisch eiland, tevens een Indonesische provincie ten oosten van Java en ten westen van Lombok. Het is het westelijkste van de Kleine Sunda-eilanden. Het eiland meet 5.561 km² en telt 4.336.900 inwoners (2019). In 2002 waren er 3.216.881 inwoners. Bijna 90% behoort tot de inheemse bevolking, de Balinezen, die grotendeels hindoes zijn en Balinees en Indonesisch spreken. De hoofdstad is Denpasar. Tot 1958 was de hoofdstad Singaraja. Een nog oudere hoofdstad is Klungkung als opvolger van Gelgel. De bijnaam van Bali is Pulau Dewata in het Indonesisch betekent het "eiland van goden".

## Geschiedenis
Bali is mogelijk al zo'n 200.000 jaar bewoond. Vanaf het 3e millennium v.Chr. vond immigratie plaats van mensen uit het zuiden van het huidige China, waarbij rijst werd geïntroduceerd. In inscripties uit de 1e eeuw wordt het eiland al Bali dwipa (Bali eiland) genoemd.
Van 1343 tot 1520 was Bali een kolonie van het Oost-Javaanse hindoe-boeddhistisch Koninkrijk Majapahit waarbij een grote migratie van Javanen naar Bali plaatsvond. Toen het rijk viel in 1520 werd Bali weer zelfstandig. Vanaf 1512 vond waarschijnlijk het eerste contact met Europeanen plaats, toen de Portugezen op weg naar de Molukken langs het eiland kwamen. Waarschijnlijk stelden deze contacten niet veel voor. 
In 1597 betraden voor het eerst Nederlanders het eiland, onder leiding van Cornelis de Houtman. Veel interesse had de VOC destijds niet voor het eiland.
Van oudsher bestonden er op Bali verschillende onafhankelijke vorstendommen. In 1814, toen Nederlands-Indië tijdelijk onder Engels gezag kwam, probeerde toenmalig gouverneur Thomas Stamford Raffles de Balinese vorsten te verleiden om zich bij hem aan te sluiten, maar zijn plan om de slavernij af te schaffen zorgde juist voor een korte oorlog met deze vorsten. 
Vanaf het midden van de 19e eeuw begonnen de Nederlanders hun gezag ook uit te breiden naar delen van de Indonesische eilanden die weinig belang hadden voor de verbouw en handel in specerijen, waaronder Bali. De Balinese vorsten verzetten zich lang tegen Nederlandse onderwerping. In 1846, 1848 en 1849 ondernamen de Nederlanders drie militaire expedities om de noordelijke delen van Bali te bezetten. De koning van Buleleng vocht zichzelf samen met vierhonderd volgelingen dood in een rituele zelfmoord (Perang Puputan). Bij de Vrede van Kuta van 15 juli 1849, waarin de Deense zakenman Mads Lange een belangrijke rol als bemiddelaar had gespeeld, erkende heel Bali de opperheerschappij van Nederland. Singaraja, de voormalige hoofdstad van Buleleng, werd de administratieve zetel van het Nederlands bewind op het eiland. Er zouden nog meer opstanden en militaire interventies plaatsvinden. Op 18 januari 1909 kwam het hele eiland onder rechtstreeks Nederlands bestuur.
Een probleem bij het opzetten van het Nederlandse bestuur was dat het eiland nooit eerder onder een centraal bestuur had gestaan. De verschillende vorstendommen en sociale groepen kenden elk hun eigen regels en wetten. De Nederlanders verenigden en codificeerden het Balinese kastensysteem om orde in deze schijnbare chaos te scheppen. 
In 1914 werd Bali voor het eerst aangedaan door toeristen. In 1925 werd Bali Hotel door de Koninklijke Paketvaart Maatschappij gebouwd die vanaf Batavia op Bali voer. Er vestigden zich een aantal Europese schilders op het eiland, waaronder Walter Spies, Rudolf Bonnet en Le Mayeur. Zij lieten zich inspireren door de Balinese kunst. Die kunst onderging op haar beurt westerse invloeden, vooral in het houtsnijwerk en de schilderkunst. Bali werd geafficheerd als een paradijs op aarde, met Balinese dans, exotische muziek en door de fotografie en schilderkunst als een plek waar vrouwen topless rondliepen.
Bali werd door een dansgroep in 1931 groot gepromoot op de Wereldtentoonstelling in Parijs. Ook onder filmmakers werd Bali populair en leidde tot verschillende semi-antropologische exploitatiefilms die geschaard werden onder het filmgenre Goona Goona. Het eiland werd een bestemming die bezocht werd door de internationale culturele elite waaronder Charley Chaplin en Walt Disney. 
In 1942 werd Nederlands-Indië bezet door Japanse troepen, zo ook Bali. Na de overgave van Japan, eind 1945, duurde het nog een tijd tot Nederland het gezag over kon nemen. In de tussentijd riepen de moslims Soekarno en Mohammed Hatta de onafhankelijke Republik Indonesia uit en op Bali vormden zich verzetsgroepen tegen de Nederlanders, onder andere onder leiding van I Gusti Ngurah Rai, die eind 1946 door Nederlandse troepen gedood werd. De Nederlanders deelden Bali met andere bezette gebieden in bij Oost-Indonesië, maar erkenden in 1949 de onafhankelijkheid. 
De eerste president van Indonesië, Soekarno, deed veel moeite om het eiland als toeristische bestemming te promoten.
In de 21e eeuw vonden er twee bomaanslagen met veel doden plaats op het eiland, toegeschreven aan Jemaah Islamiyah. De eerste was op 12 oktober 2002 in het uitgaansdistrict (onder meer op de Sari Club en Paddy's Bar) van de zeer toeristische badplaats Kuta; daarbij vielen 202 doden en 209 gewonden. Op 1 oktober 2005 werden er weer aanslagen gepleegd, opnieuw in Kuta, maar ditmaal ook in het eveneens toeristische vissersdorp Jimbaran. Er ontploften drie bommen; het aantal doden beliep ditmaal enkele tientallen.

## Maatschappij

### Talen
Bali heeft een eigen taal: het Balinees (Basa Bali). Het Balinees Maleis, eveneens een Malayo-Polynesische taal, wordt er ook in groten getale gesproken, alsook het Indonesisch (als nationale taal). De weinige Chinezen op Bali spreken Mandarijn of hun eigen meestal Zuid-Chinese dialect. Er is ook een Balinese Gebarentaal, maar die wordt slechts in één dorp gebruikt. Het Bahasa Bali kent drie 'niveaus'. Deze zijn gerelateerd aan het Balinese kastensysteem, dat in grote mate afwijkt van dat in India.

### Religie

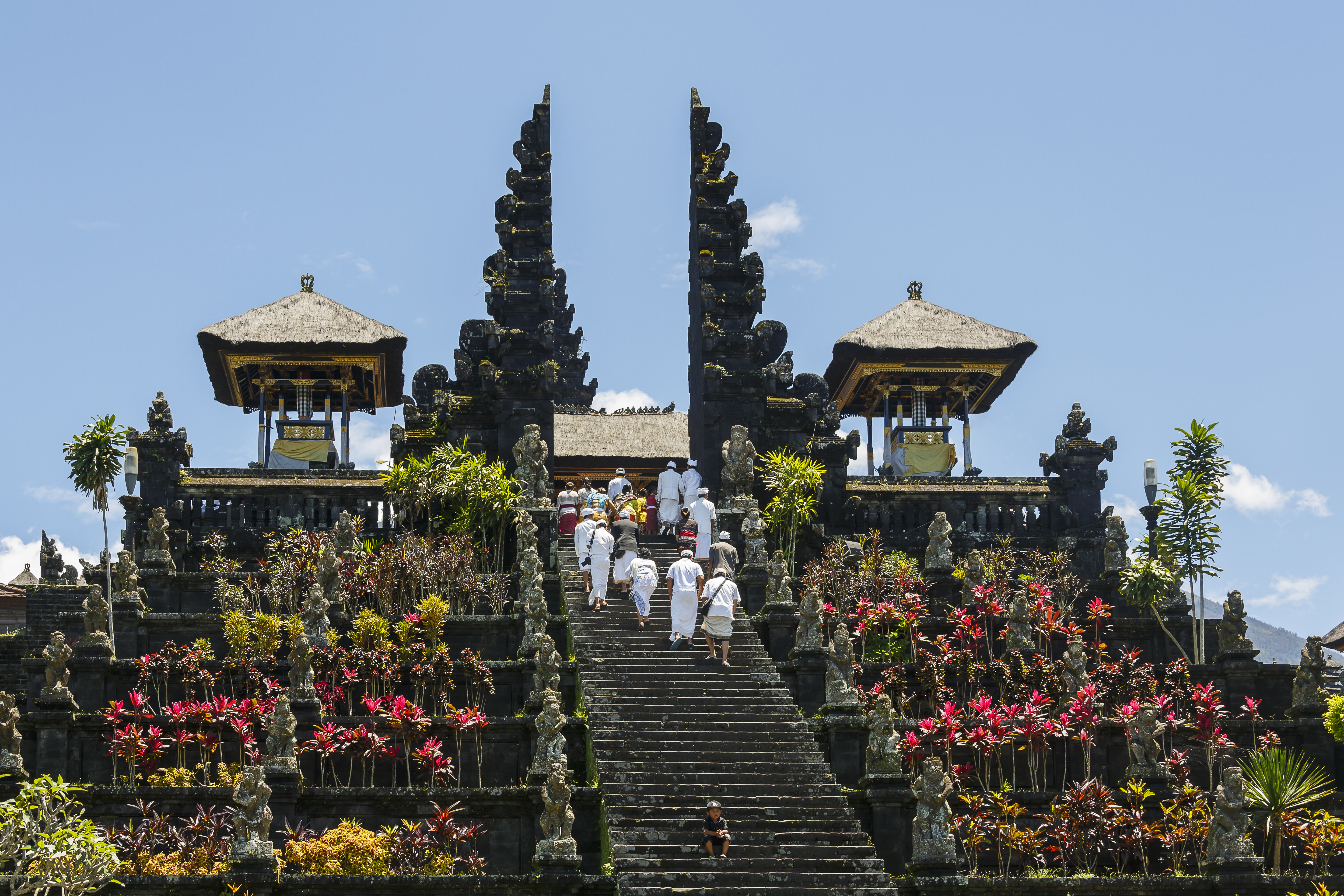
Pura Besakih, de grootste en belangrijkste pura van het eiland. Door zijn vele pura's wordt Bali ook wel Het eiland van de duizend tempels genoemd.

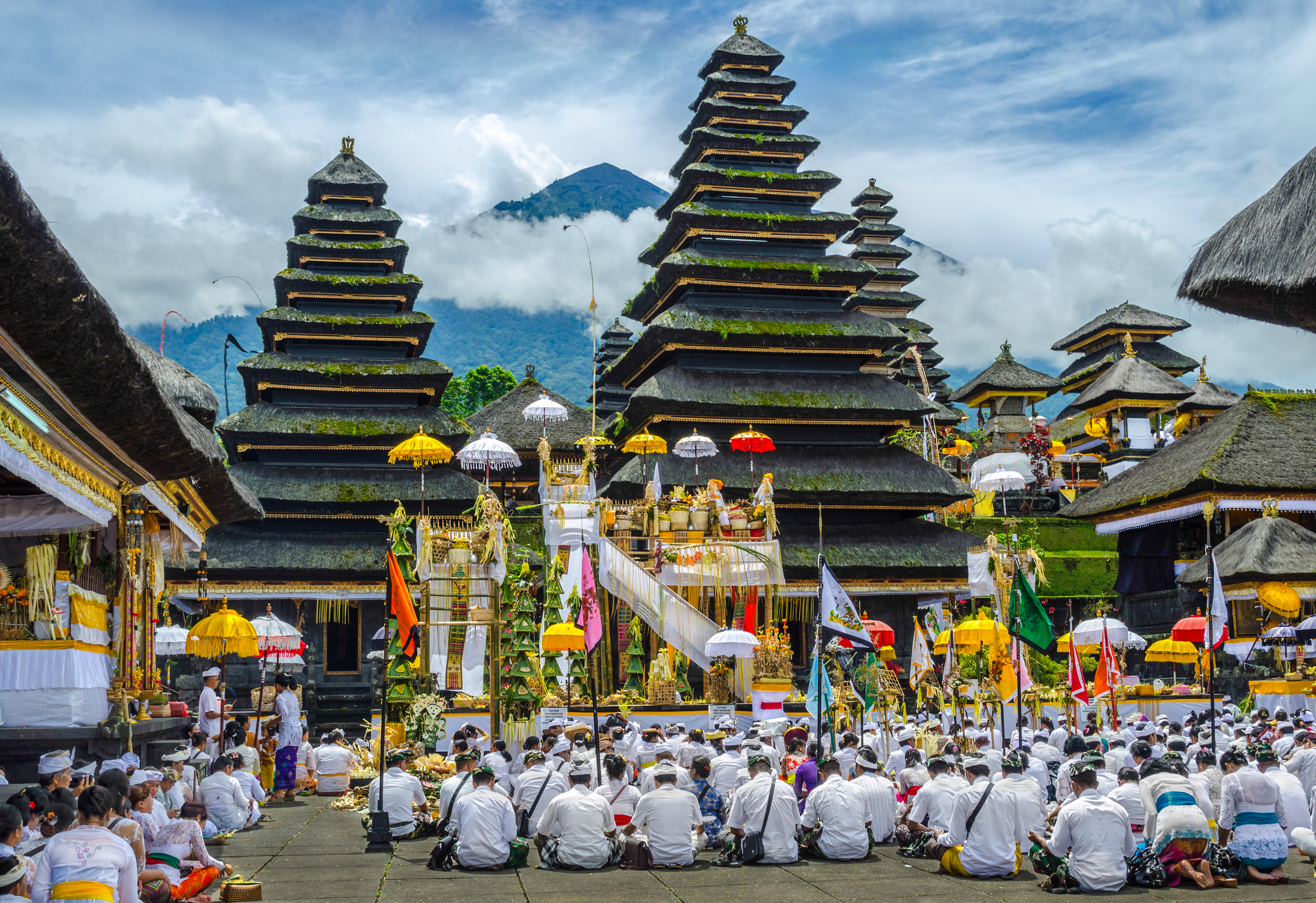
Hindoeïstische processie op Bali

Het hindoeïsme verspreidde zich vanuit India over Zuidoost-Azië en werd in de 5e eeuw v.Chr. op Bali geïntroduceerd. In latere eeuwen zouden Sumatra en Java over gaan op het boeddhisme en vanaf de 14e eeuw op de islam. Bali zou overwegend hindoeïstisch blijven. Ook aan de oostkust van Java zijn nog hindoeïstische gemeenschappen te vinden. Op Bali zijn vele hindoeïstische tempels (pura's) te vinden. Bali wordt daarom ook wel het eiland van de duizend tempels genoemd.
Verdeling van religies op Bali:
- hindoeïsme - 93%
- islam - 5,2%
- christendom - 1,2%
  - protestantisme - 0,7%
  - rooms-katholicisme - 0,5%
- boeddhisme - 0,6%

Hoewel de Indonesische bevolking overwegend moslim is, geldt dat niet voor Bali, waar de inheemse bevolking het Balinese hindoeïsme (Hindu Dharma, Agama Hindu) aanhangt. Deze religie wijkt sterk af van het hindoeïsme in India. Het is een mengsel van inheemse culten en invloeden uit India en andere gebieden in Azië. Onder de belangrijkste goden bevinden zich bijvoorbeeld de drie goden van de Indiase trimurti: Brahma, Vishnu en Shiva. Ook bevat de Balinese godsdienst invloeden van het boeddhisme en een neiging tot monotheisme. De laatste stroming leert dat er slechts één god is, Acintya, die vele verschijningsvormen kent. De verschillende goden zijn verschijningsvormen van Acintya. Naast de ook in India bekende goden is er een heel pantheon van alleen op Bali vereerde goden. Dit zijn vooral sterk met de natuur geassocieerde goden, die geacht worden in bijvoorbeeld meren of vulkanen te leven. 
Een ander verschil tussen India en Bali is het belang van een geestenwereld, een onzichtbare wereld die natuurgeesten en de geesten van voorouders bevat. Zulke animisme en voorouderverering zijn in het hindoeïsme in India veel minder belangrijk. Daarnaast kent het Balinese hindoeïsme in tegenstelling tot de religie van India een hemel en een hel.
Balinese tempels zijn sterk op de lokale gemeenschap gericht en hebben bescheiden afmetingen. Een uitzondering is de monumentale toegangspoort, gebouwd uit karakteristieke donkere vulkanische stenen. Opvallend is dat er in de tempels geen beelden of afbeeldingen van goden voorkomen. Balinezen geloven dat goden in de natuur leven en niet in een beeld verblijven. Tijdens momenten van rituele aanbidding kunnen de goden naar de tempel worden opgeroepen. Een andere uiting van het animisme is dat Balinezen overal in hun omgeving kleine offers van bloemen of wierook achterlaten om de geesten tevreden te stellen. Dit is duidelijk zichtbaar in dagelijkse offers bij de vele (huis-)tempels, voor de winkels op de stoep en in de tempeltjes bij markten. 
Het sociale leven op Bali volgt een kalender (saka en wuku) van 210 dagen. Aan het begin van ieder Balinees jaar (Balinese maankalender), vindt de vierdaagse viering van Hari Raya Nyepi (de "Dag van de Stilte") plaats.
Daarnaast zijn er de volgende (grote) feestdagen:
- Hari Raya Tumpek Wayang of Tumpek Ringgit, feestdag waarop de wayang-poppen worden gezegend.
- Hari Raya Saraswati, de dag die gewijd is aan Ida Sanghyang Aji Saraswati, de godin van de kennis, literatuur en kunst en waarop deze zaken worden gezegend.
- Hari Raya Pagerwesi, de dag die gewijd is aan Sanghyang Pramesti Guru, de heer van het heelal. Op deze dag wordt gebeden voor de versterking van de geestelijke en mentale verdediging.
- Hari Raya Tumpek Landep, de dag die gewijd is aan Sanghyang Pasupati. Op deze dag worden alle wapens, gereedschappen en andere metalen dingen gezegend.
- Hari Raya Tumpek Uduh of Tumpek Wariga of Tumpek Pengatag, de dag waarop alle planten worden gezegend voor een goede oogst.
- Hari Raya Galungan is de viering van de overwinning van Dharma (het goede) op Adharma (het slechte). Alle goden en voorouders dalen af naar de aarde om dit mee te vieren.
- Hari Raya Kuningan is de laatste dag van de tiendaagse galungan-periode. Op deze dag stijgen de goden en geesten van de voorouders weer op naar de hemel.

### Kastensysteem

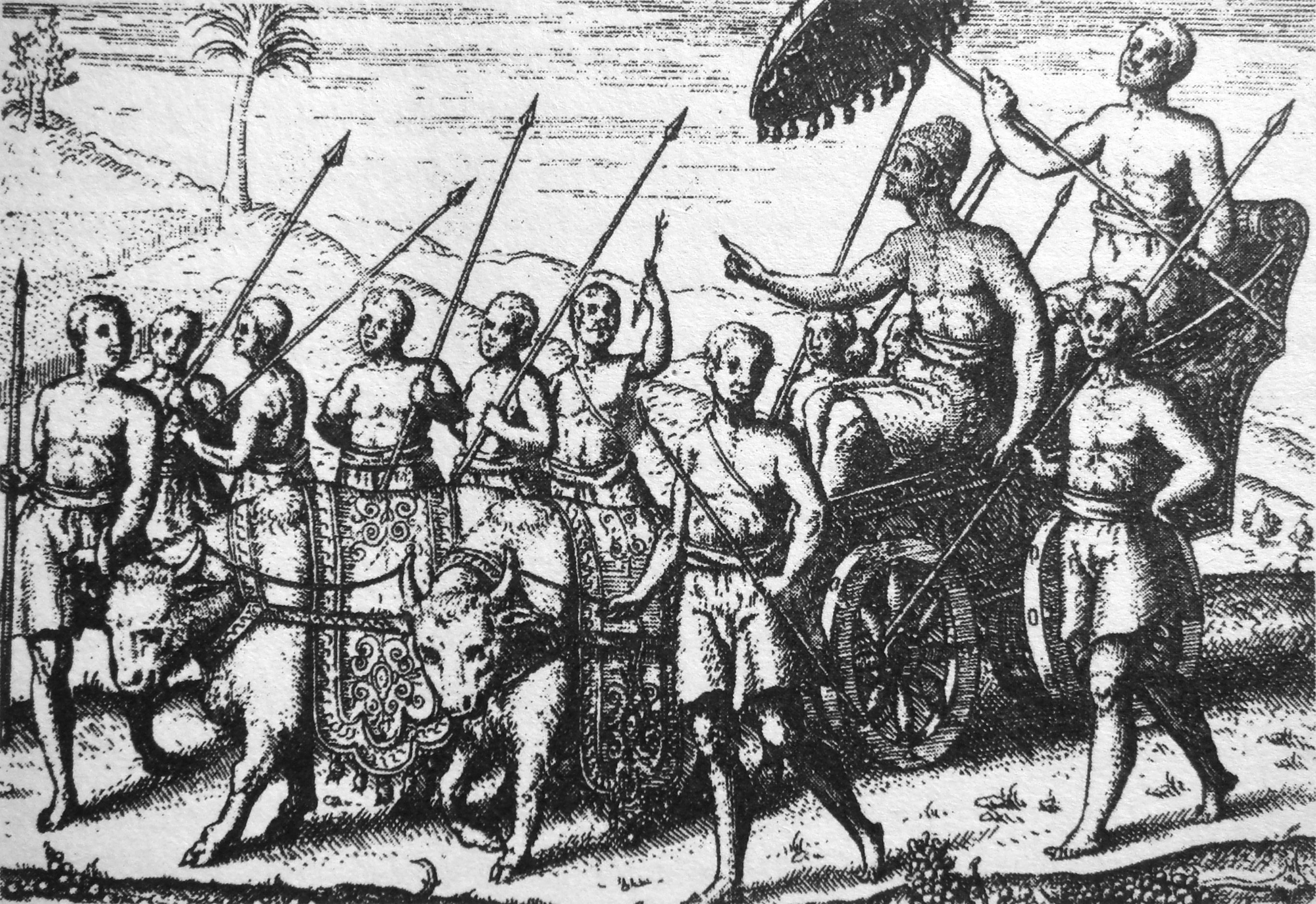
De radja van Bali (1597) (niet naar werkelijkheid) Rijksmuseum Amsterdam

De Balinese bevolking is verdeeld in kasten. Dit kastensysteem is vergelijkbaar met dat van Java en Sumatra en verschilt van het kastensysteem in India. Net als India zijn er vier hoofdkasten, de zogenoemde varna's:
- Brahmana – de kaste van de priesters (de naam van de persoon begint met Ida Bagus (m) / Ida Ayu (v))
- Satria – de kaste van de koningen en de adel (de naam van de persoon begint met Anak Agung, of Cokorda / Tjokorde Gde voor mannen en Tjokorde Istri voor vrouwen)
- Wesia – de kaste van de handelaren (de naam van de persoon begint met I Gusti)
- Sudra – de kaste van de man in de straat (90% van de Balinezen)

Communicatie tussen de kasten geschiedt met verschillende versies van het Balinees (Bahasa Bali), namelijk 'hoog' Balinees, 'middel' Balinees en 'laag' Balinees. Voordat men weet met welke kaste men te maken heeft, wordt er gebruik gemaakt van een neutralere versie van het Balinees en als eenmaal is vastgesteld met welke kaste men te maken heeft, wordt de passende taalversie gebruikt. Zelfs tussen vrienden wordt hier rekening mee gehouden. Het is niet meer zo dat de kaste het beroep bepaalt. De uitzondering hierop is Brahmana, de Ida Pedanda ((hoge-)priester) kan alleen uit deze kaste afkomstig zijn.

### Naamgeving op Bali
Zoals hierboven beschreven is aan iemands naam te horen tot welke kaste deze behoort. Op Bali is het gewoonte om de kinderen uit de Sudra-kaste volgens een bepaalde volgorde namen te geven. Het eerste kind krijgt de naam Wayan, Putu, Gede (man) of Iluh (vrouw), het tweede Made, Nengah of Kadek, het derde Nyoman of Komang en de vierde Ketut. Daarna begint het weer opnieuw. Het vijfde, zesde, zevende achtste en negende heten dus achtereenvolgens weer Wayan, Made, Nyoman, Ketut en weer Wayan. Om toch nog een onderscheid te maken wordt er aan deze naam nog een andere naam gegeven. Om een onderscheid te maken in het geslacht wordt er bij mannen 'I' voor geplaatst en bij de vrouwen 'Ni'. Ni Nyoman Puspa Dewi is dus een vrouw, en het derde (of zevende, of zo verder) kind; I Ketut Yuliantara is dus een man en het vierde (of achtste, of zo verder) kind. In het dagelijks leven hebben de mannen van jongs af aan een bijnaam, die in het dagelijks leven wordt gebruikt. Veel mensen kennen een ander niet eens bij hun officiële naam.

## Geografie

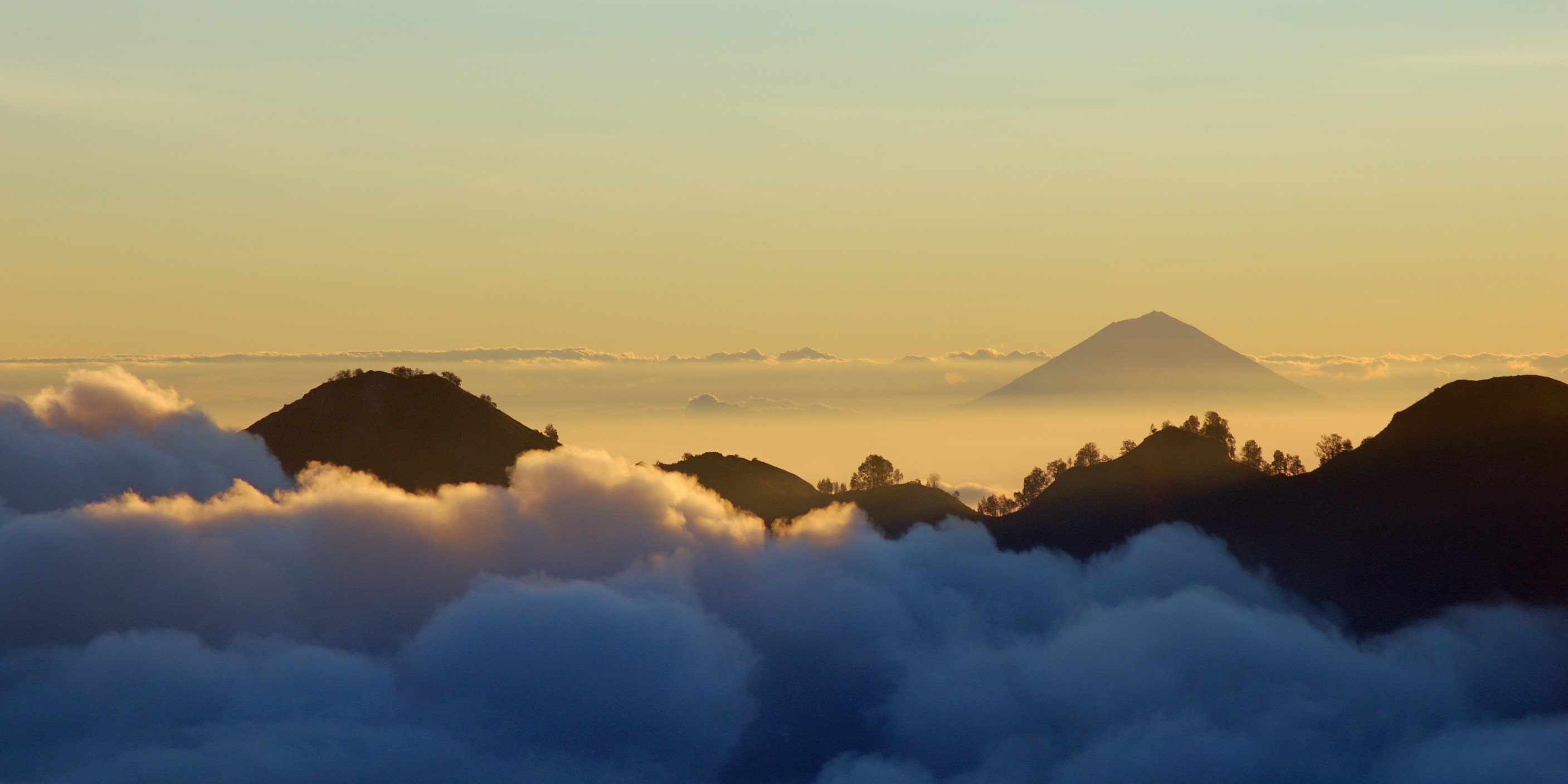
De vulkaan Agung, de hoogste berg van Bali, bij zonsopkomst

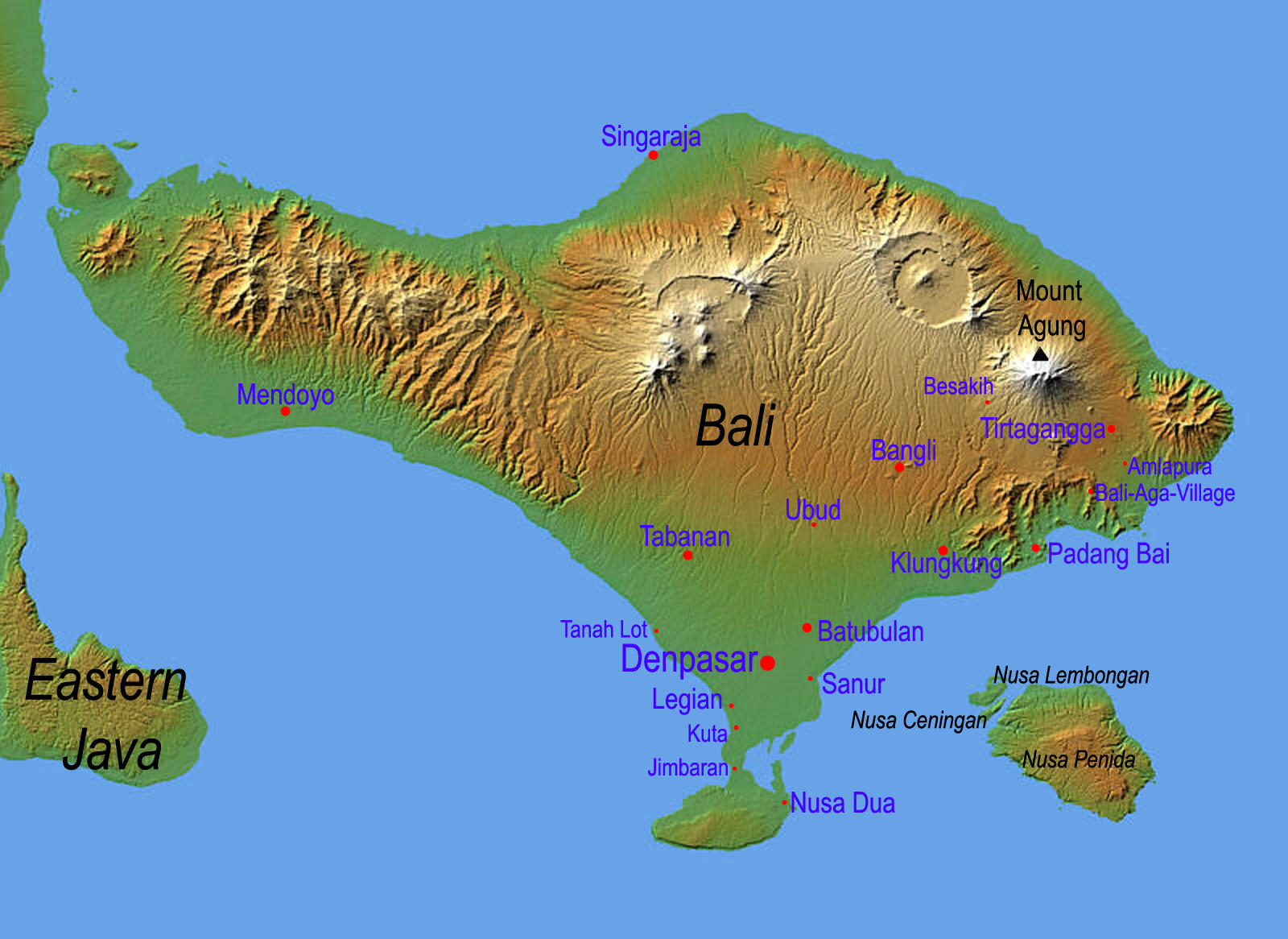
Reliëfkaart (links is nog net Java te zien)

Het eiland Bali is met zijn oppervlakte van 5561 km² het 108ste eiland van de wereld en iets groter dan de Nederlandse provincie Gelderland. Onder de provincie Bali vallen ook de eilanden Nusa Ceningan, Nusa Lembongan en Nusa Penida. De hele provincie heeft een oppervlakte van 5780 km².
Het eiland is gevormd door tektonische en vulkanische krachten. Het gebied werd omhoog getild doordat de Australische Plaat onder de Euraziatische Plaat schoof. Het wordt overheerst door het vulkanisch gebergte en sommige vulkanen zijn actief. Het hoogste punt van het eiland is de Gunung Agung (Agung berg), een vulkaan met een top van 3142 meter boven de zeespiegel. De Gunung Batur, vlak bij het Danau Batur (Baturmeer), is 1717 meter hoog met een krater van 180 meter diep.
Bali wordt van Java gescheiden door de ondiepe Straat Bali die op het smalste punt 2,4 kilometer is. In het verre verleden zijn beide eilanden meermaals met elkaar verbonden geweest, waardoor de natuur min of meer hetzelfde is. Anders is dit met het eiland Lombok dat oostelijk van Bali ligt, aan de andere kant van de bredere Straat Lombok. Tussen deze twee eilanden loopt de Wallacelijn, waardoor de flora en fauna wezenlijk verschilt.
Ten noorden van Bali ligt de Balizee en in het zuiden de Indische Oceaan. De langste rivier is de 75 km lange Ayung.

### Steden en plaatsen
Denpasar is de hoofdstad van Bali.
Enkele culturele plaatsen zijn Batubulan, Celuk, Sukawati, Batuan Bali, Mas, Peliatan, Pengosekan en Ubud.
Bekende toeristenplaatsen zijn Sanur, Kuta, Lovina, Legian, Jimbaran, Nusa Dua en Candi Dasa.

### Bestuurlijke indeling

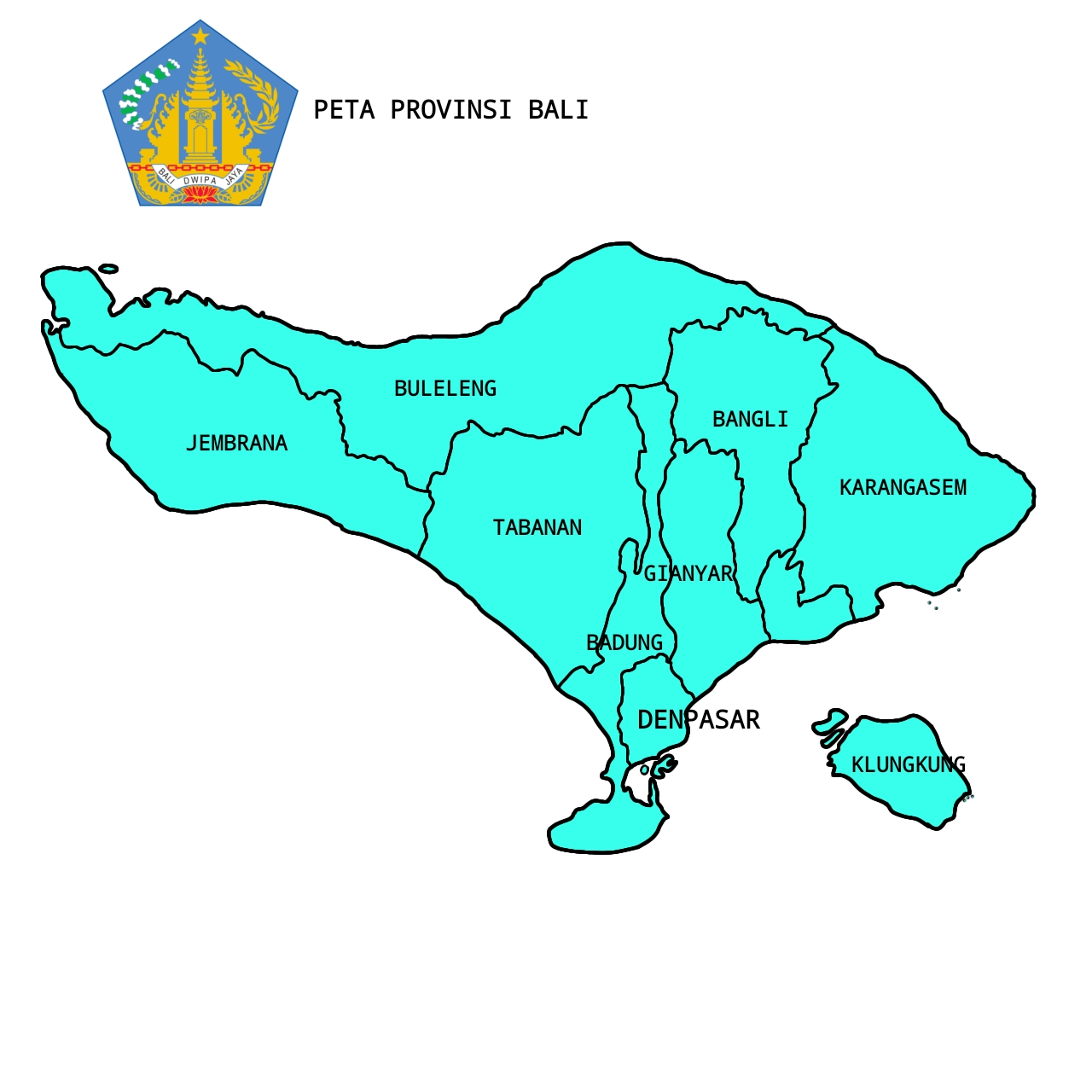
Bestuurlijke indeling van de provincie Bali

Bali is te verdelen in diverse regentschappen en één stedelijke gemeente:
- Badung, districtshoofdstad is Mengwi
- Bangli, districtshoofdstad is Bangli
- Buleleng, districtshoofdstad is Singaraja
- Denpasar, de enige stadsgemeente op dit eiland en provincie, tevens de hoofdstad van Bali.
- Gianyar met de culturele steden Batubulan, Celuk, Sukawati, Batuan Bali, Mas, Peliatan, Pengosekan en Ubud
- Jembrana, districtshoofdstad is Negara
- Karangasem, districtshoofdstad is Amlapura
- Klungkung, districtshoofdstad is Semarapura (voorheen: Klungkung)
- Tabanan, districtshoofdstad is Tabanan

### Klimaat
| Maand                                       | jan  | feb  | mrt  | apr  | mei  | jun  | jul  | aug  | sep  | okt  | nov  | dec  | Jaar  |
| ------------------------------------------- | ---- | ---- | ---- | ---- | ---- | ---- | ---- | ---- | ---- | ---- | ---- | ---- | ----- |
| Gemiddeld maximum (°C)                      | 30,5 | 30,7 | 30,8 | 31,2 | 30,9 | 30,2 | 29,5 | 29,7 | 30,4 | 31,1 | 31,3 | 30,7 | 30,6  |
| Gemiddeld minimum (°C)                      | 22,4 | 22,4 | 22,1 | 21,7 | 21,4 | 20,6 | 20,4 | 20,6 | 21,0 | 21,6 | 22,0 | 22,2 | 21,5  |
|                                             |      |      |      |      |      |      |      |      |      |      |      |      |       |
| Neerslag (mm)                               | 315  | 260  | 220  | 103  | 109  | 103  | 123  | 64   | 100  | 196  | 225  | 294  | 176,0 |
| Bron: Weer en klimaat Denpasar (Worldmeteo) |      |      |      |      |      |      |      |      |      |      |      |      |       |

## Toerisme

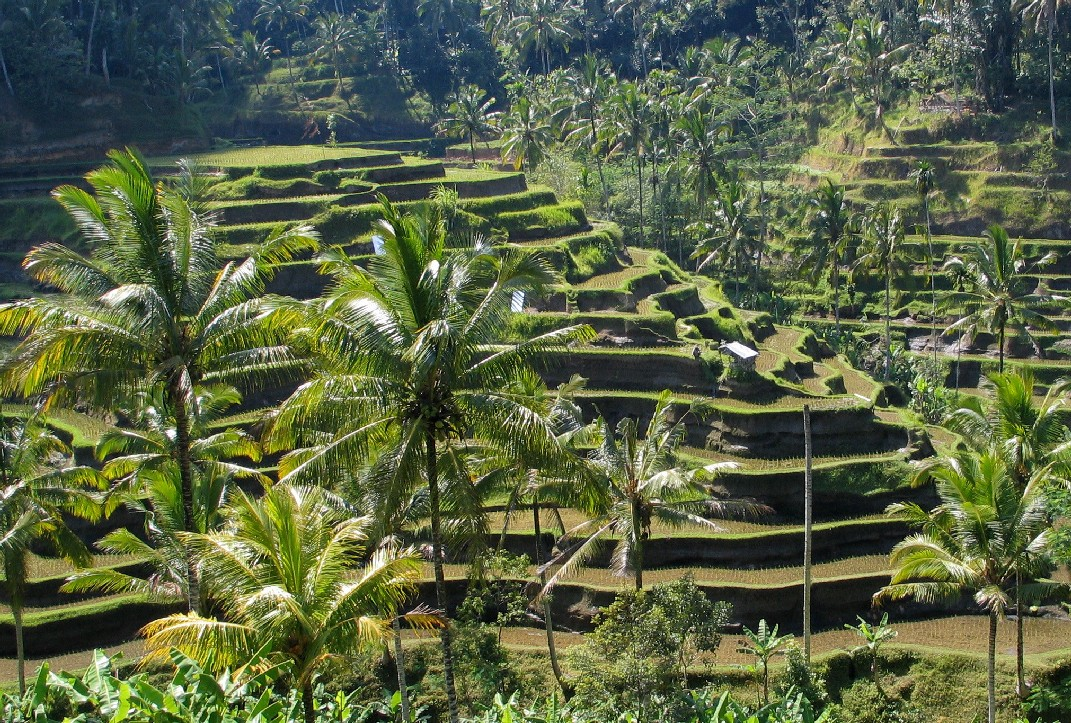
Sawa op Bali

Het eiland is populair onder toeristen vanwege de stranden, het eten, het natuurschoon met sierlijke terrasvormige rijstvelden (sawa's) en vulkanen, de vele monumenten, waaronder de duizenden Balinese tempels, Pura en de specifieke Balinese cultuur, zoals de tempelspelen, gamelanmuziek en de danskunst. Door de aanslagen van 2002 heeft het toerisme op het eiland een ernstige inzinking moeten verwerken. Het begon net op te krabbelen toen die van 2005 plaatsvonden. Na wederom een inzinking, steeg het aantal toeristen in februari 2008 met 30%, vergeleken met dezelfde maand het jaar ervoor.
Bali staat bekend als surfersparadijs met vele stranden met verschillende soorten golven.

## Cultuur

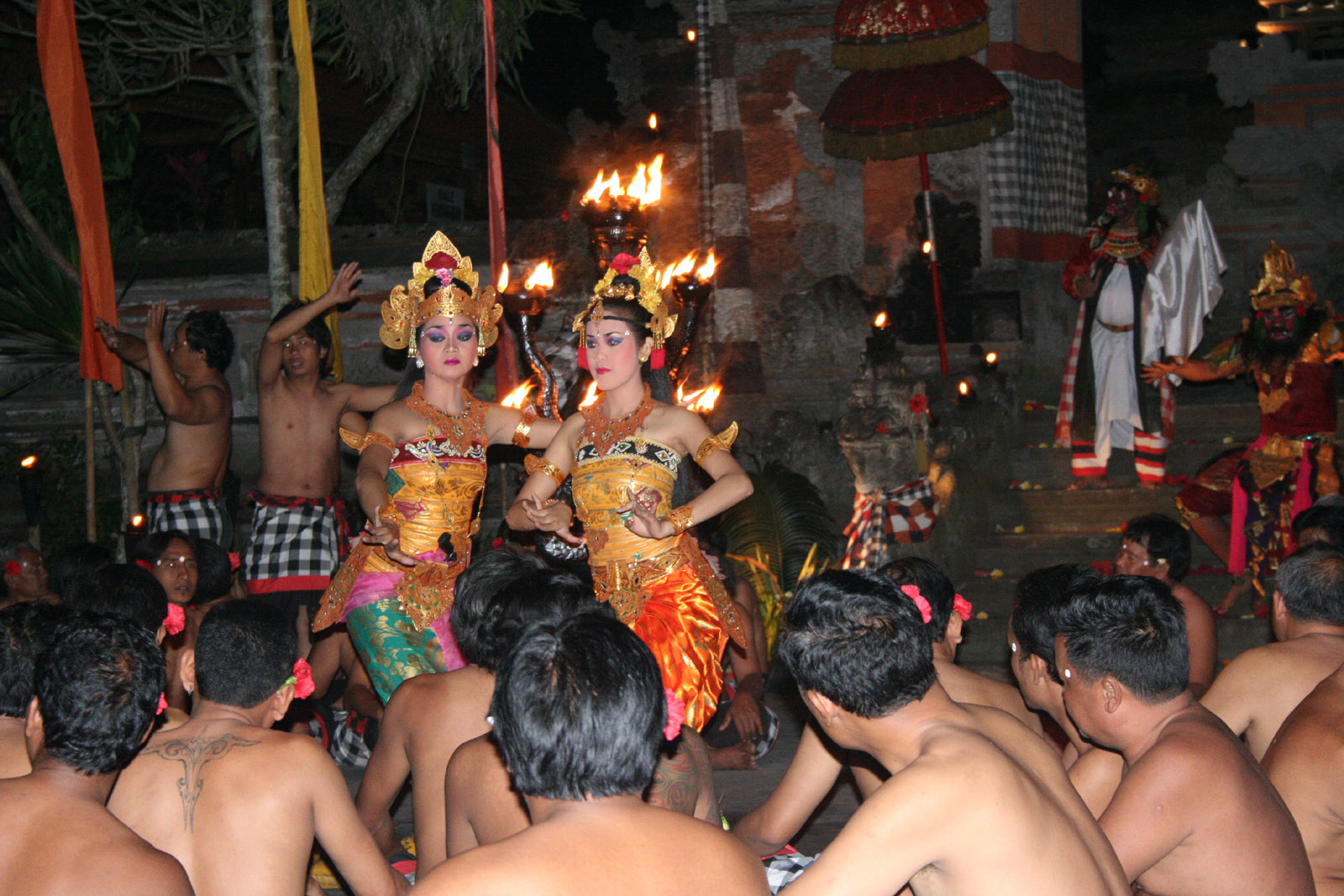
Kecak-dans

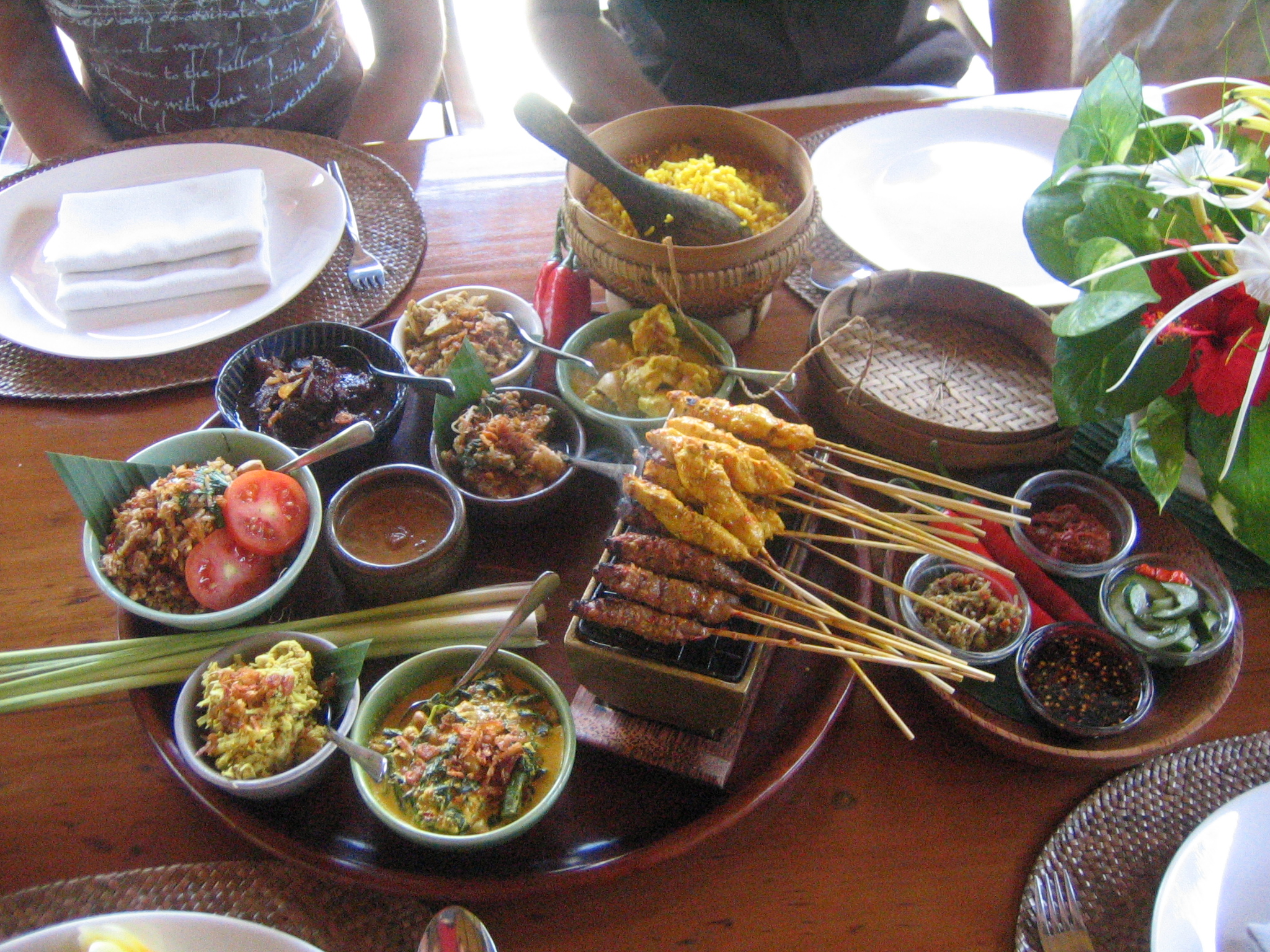
Een aantal Balinese gerechten

Dans en muziek zijn erg belangrijk, in het dagelijkse leven, maar zeker ook in het spirituele. De Balinese dansen worden ondersteund door gamelanmuziek. Daarnaast worden alle festiviteiten in de tempel door gamelanmuziek ondersteund. Tevens is er veel schilderkunst, textiel en houtsnijwerk waarmee de kunstzinnigheid en creativiteit van de Balinees wordt onderstreept en benadrukt. Naast eerder genoemde kunstuitingen worden er ook veel sieraden van goud- en zilverwerk gemaakt.

### Balinese keuken
De Balinese keuken is verwant aan de Indonesische keuken maar ook in sterke mate aan de Chinese en Indiase keuken. Het belangrijkste basisvoedsel is rijst. Dit wordt op grote schaal verbouwd op de subaks. De Pura's spelen al eeuwenlang een belangrijke rol in de irrigatie hiervan. De Balinese keuken staat bekend als scherper dan de algemeen Indonesische keuken. Er wordt veel gebruik gemaakt van sambal, boemboe en knoflook. In tegenstelling tot het islamitische gedeelte van Indonesië wordt er op Bali veel varkensvlees (babi) gegeten.

### Musea
- Bali Museum in Denpasar
- Museum Puri Lukisan in Ubud
- Museum Le Mayeur in Sanur

### Bezienswaardigheden
Enkele bezienswaardigheden zijn:

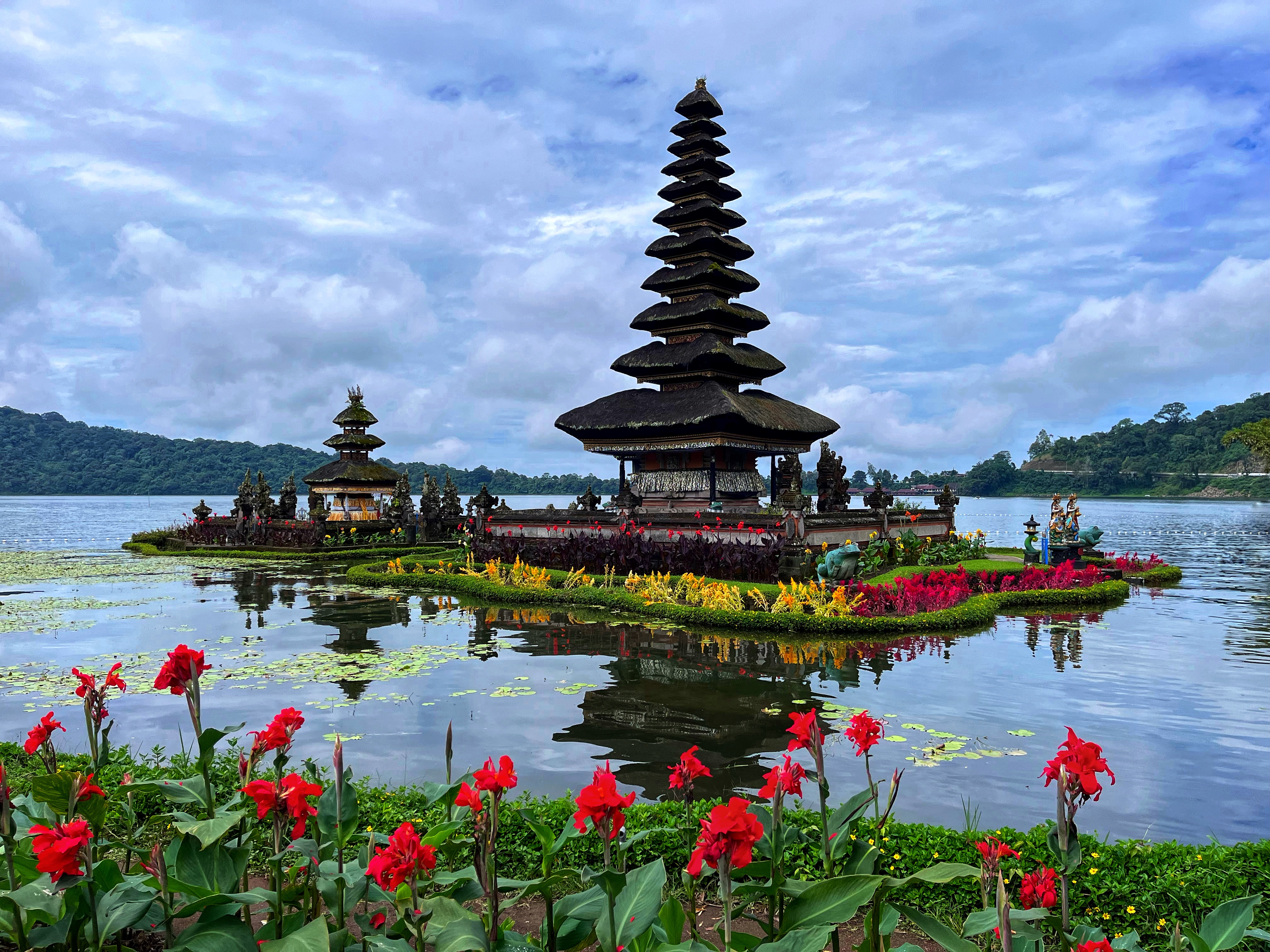
Pura Ulun Danu Bratan, een hindoeïstische tempel in een kratermeer

- Gunung Kawi, complex van in de rotsen uitgehouwen candi's
- Goa Lawah, vleermuizengrot
- Klungkung, paleis
- Goa Gajah, olifantsgrot
- Danau Batur
- Lovina, dolfijnen
- duikplaatsen zoals Tulamben en Menjangan
- Nationaal park West-Bali

Balinese tempels:
- Pura Besakih Moedertempel
- Pura Tanah Lot, tempel op een rots in zee
- Pura Ulun Danu Bratan, in een kratermeer
- Pura Meduwe Karang
- Pura Taman Ayun
- Pura Ulun Danu Batur
- Pura Dalem Ped op Nusa Penida

## Verkeer en vervoer
De luchthaven van Bali is Luchthaven Ngurah Rai, ook wel bekend als Luchthaven Denpasar.
Het straatbeeld wordt overheerst door een groot aantal scooters en een kleiner aantal auto's. Bemo-busjes zijn er bijna niet meer. Voor toeristen zijn er hiernaast bussen, shuttles en taxi's beschikbaar.

## Literatuur over Bali

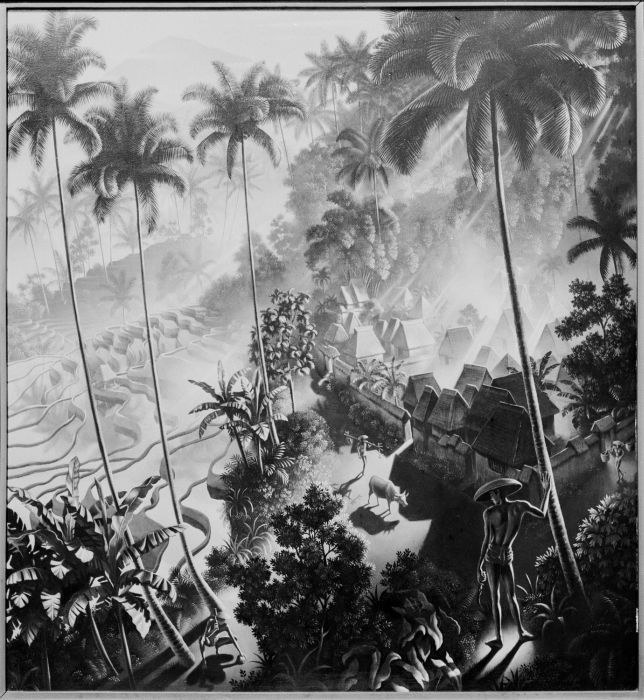
Schilderij van Walter Spies die van 1927 tot 1942 op Bali verbleef